# Wai (plaża)

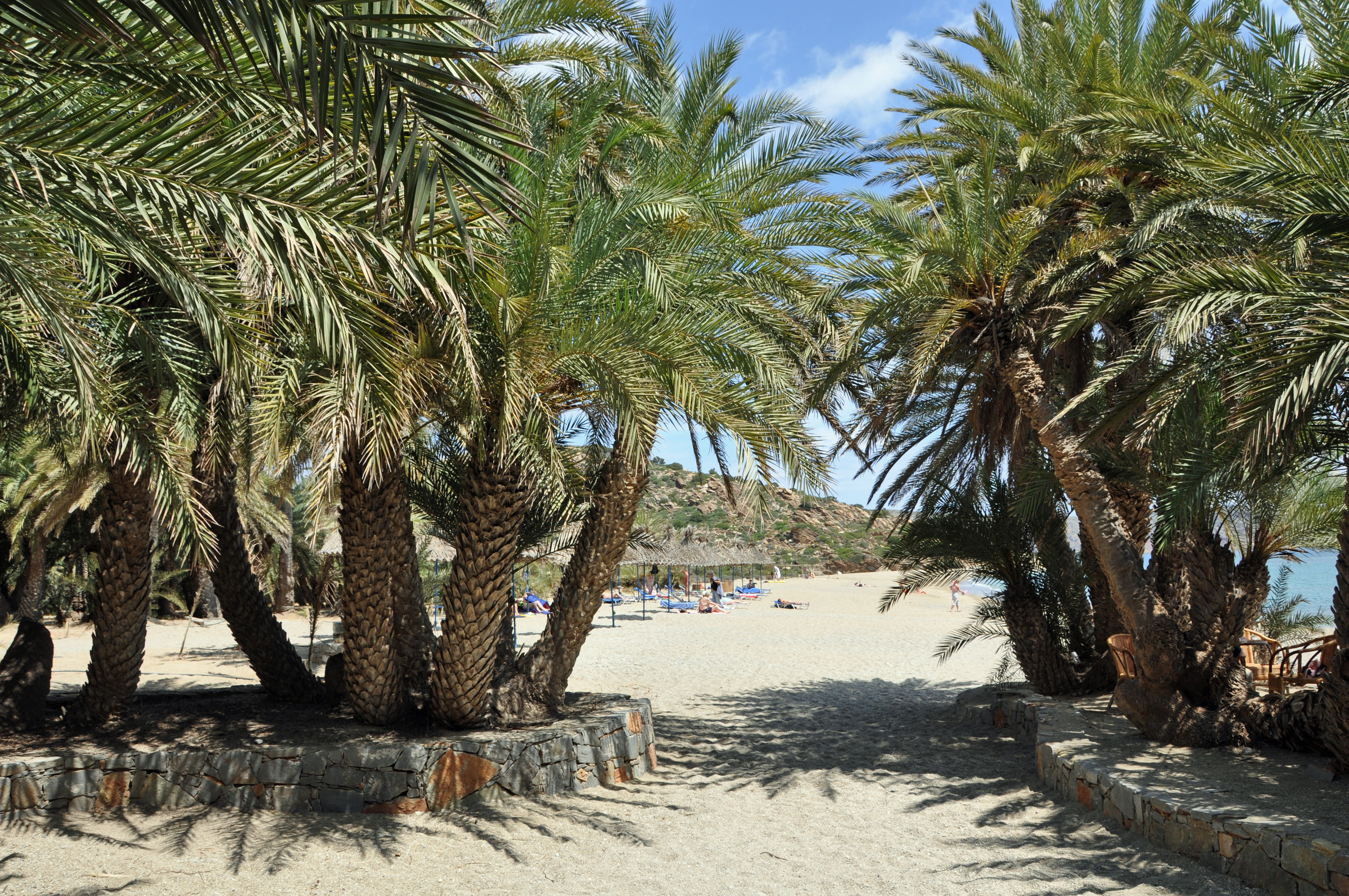

Wai (gr. Βάι) – plaża położona na północno-wschodnim cyplu Krety, na skraju gaju palmowego, krajobrazowo zbliżona do plaż karaibskich. Rosnący tu gaj jest największym naturalnym lasem palmowym w Europie, a gatunek tworzących go palm (Phoenix theophrastii) jest gatunkiem endemicznym. Często jednak  można spotkać się z teorią, że palmy pojawiły się na Krecie wraz z Saraceńskimi piratami, którzy jedli daktyle i wypluwali pestki, z których po latach wyrósł gaj.
Dla turystyki plażę Wai odkryli hipisi w latach 70. W latach 80. stała się wielkim obozowiskiem turystów z całego świata, którzy osiedlali się tu często na długie miesiące. Wkrótce miejsce to stało się zaniedbanym wysypiskiem. Kreteńskie władze podjęły jednak decyzję o oczyszczeniu plaży i objęciu całego obszaru ochroną – nie można tu rozbijać  namiotów, a wstęp na plażę jest możliwy jedynie podczas dnia. Obecnie Wai jest jedną z największych atrakcji turystycznych Krety Wschodniej.